# Malacocottus kincaidi
Malacocottus kincaidi är en fiskart som beskrevs av Gilbert och Thompson, 1905. Malacocottus kincaidi ingår i släktet Malacocottus och familjen paddulkar. Inga underarter finns listade i Catalogue of Life.